# Deficit di alfa 1-antitripsina
Il deficit di alfa-1-antitripsina (sigla: AATD o A1ATD) è un disordine genetico a trasmissione autosomica recessiva, nel quale si ravvisa una diminuzione della proteina  nel sangue, nel fegato e nei polmoni .  L'insorgenza di problemi polmonari è in genere tra 20 e 50 anni. Ciò può causare dispnea, reperti auscultatori come sibili o un aumento del rischio di infezioni polmonari. Le complicanze possono includere BPCO, cirrosi, ittero neonatale o pannicolite.
A livello epatico si registra la deposizione in eccesso di una variante anormale della alfa-1-antitripsina che si accumula negli epatociti causando ingombro meccanico e, a lungo termine, insufficienza epatica.
Deficit acuti della proteina causano enfisema e broncopneumopatia cronica ostruttiva nel soggetto adulto così come disordini epatici nei soggetti giovani.
La malattia si presenta all'inizio con sintomi che coinvolgono l'apparato respiratorio: si riscontrano infatti dispnea, fischi e rantolii. Molto spesso tali sintomi vengono scambiati come quelli causati da patologie più comuni come asma o infezioni delle vie aeree che però non rispondono alle normali terapie.